# 阿爾塔州 (希臘)
阿爾塔州（希臘語：Άρτα）是希臘伊庇魯斯大區東南部的一個旧州，南臨阿姆夫拉基亚湾。面積1,662平方公里，2005年人口77,680人。首府阿爾塔。
下分13市、3鎮。